# 北大石田站
北大石田站（日语：／ Kita-Ōishida eki */?）是位於山形县北村山郡大石田町大字鹰巢，屬於东日本旅客铁道（JR東日本）奧羽本線的鐵路車站。本区间的奥羽本线爱称为山形线。

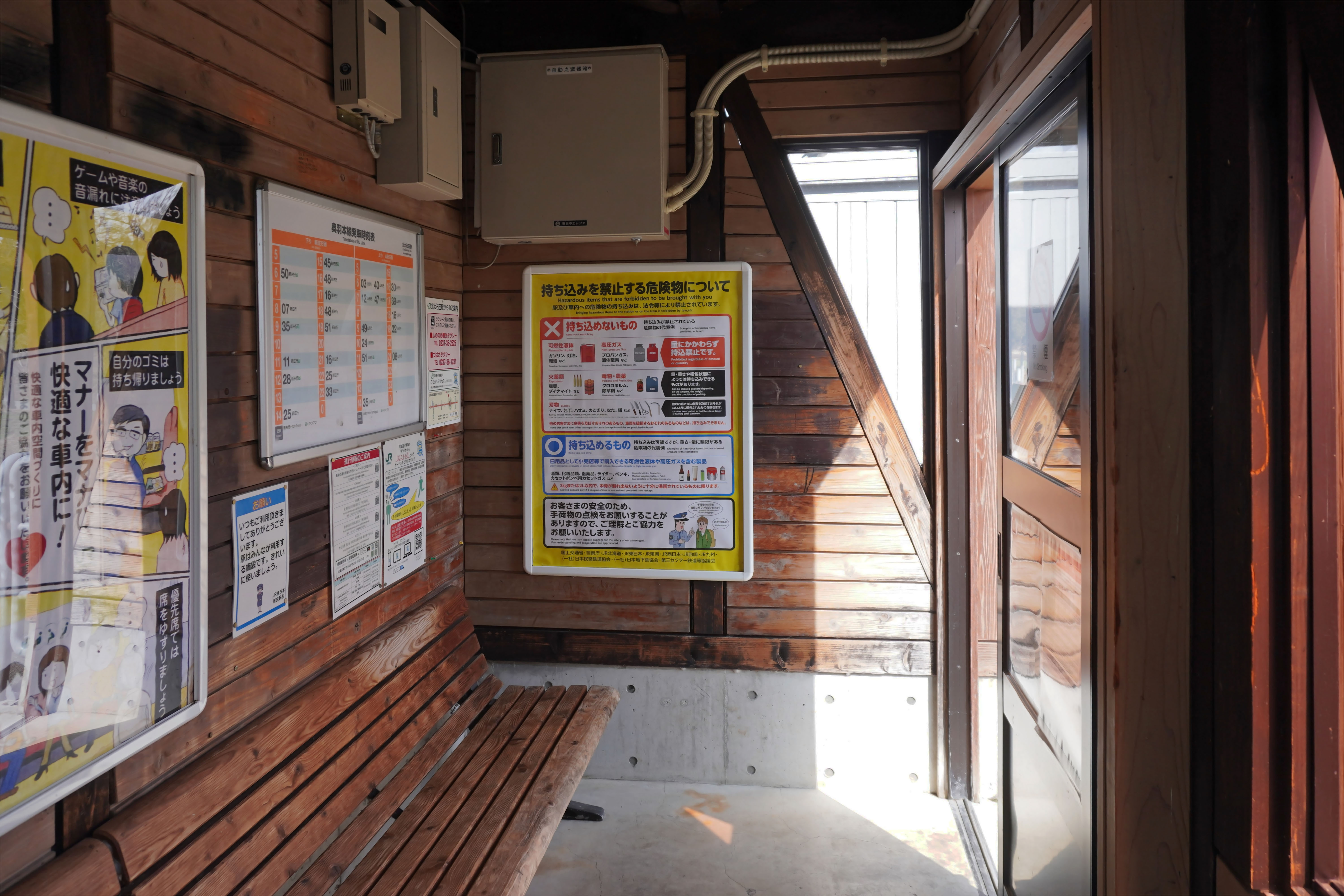
候車室内(2024年3月)

## 历史
- 1960年12月20日 - 车站投入运营。
- 1987年4月1日 - 国铁分割民营化后成为JR东日本车站。
- 1999年12月4日 - 随着山形新干线延伸新庄站开通，所有普通列车电车化。
- 2000年12月2日 - 所有普通列车都在本站停车。
- 2011年4月7日 - 受东日本大地震余震影响，站台出现崩塌。

## 車站結構
本站為側式站台1台1線的地面車站，也是由管理的无人站。

## 相邻车站
東日本旅客铁道（JR東日本）
■奥羽本线
■普通
大石田 - 北大石田 - 芦泽